# Bathyphantes humilis
Bathyphantes humilis is een spinnensoort in de taxonomische indeling van de hangmatspinnen (Linyphiidae).
Het dier behoort tot het geslacht Bathyphantes. De wetenschappelijke naam van de soort werd voor het eerst geldig gepubliceerd in 1879 door Koch.

## Voorkomen
De soort komt voor in Rusland.